# Opel Manufacturing Poland
Opel Manufacturing Poland sp. z o.o. (poprzednio General Motors Manufacturing Poland sp. z o.o.) – spółka grupy Stellantis od chwili fuzji włosko-amerykańskiej spółki Fiat Chrysler Automobiles z francuską spółką Groupe PSA, która wcześniej przejęła Opla od amerykańskiego koncernu motoryzacyjnego General Motors, założona w 1998 roku z siedzibą w specjalnej strefie ekonomicznej w Gliwicach.

## Historia

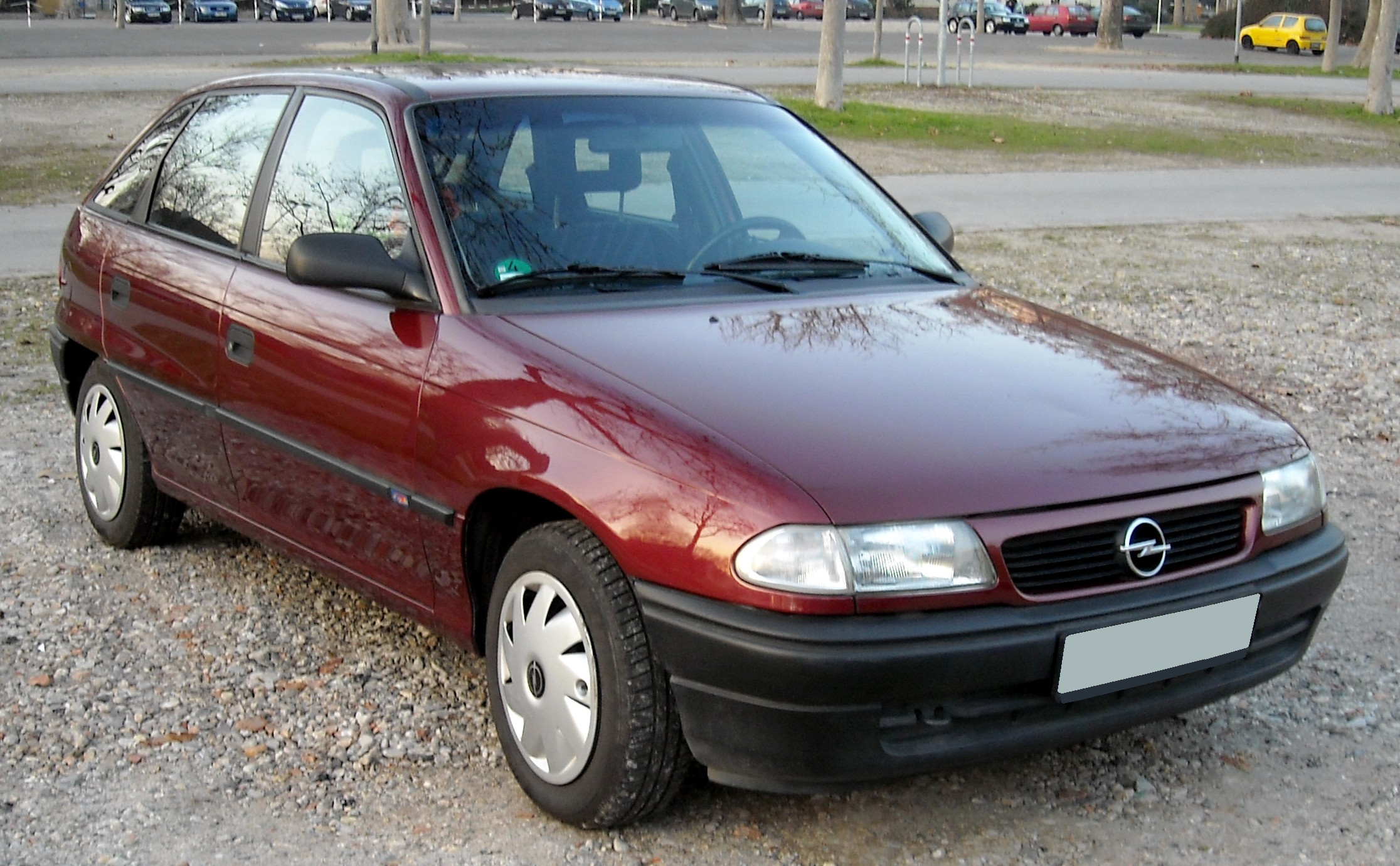
Opel Astra F

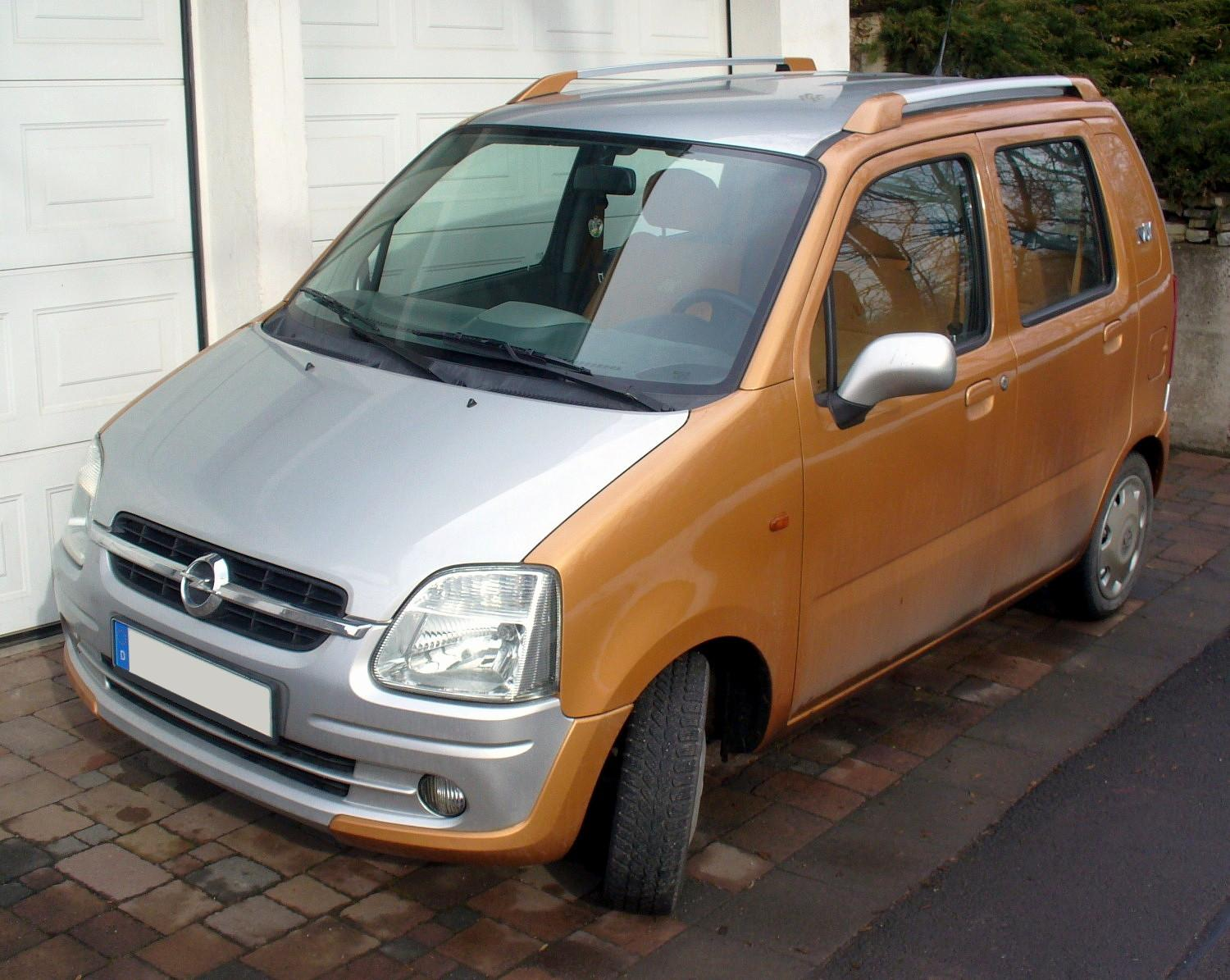
Opel Agila A

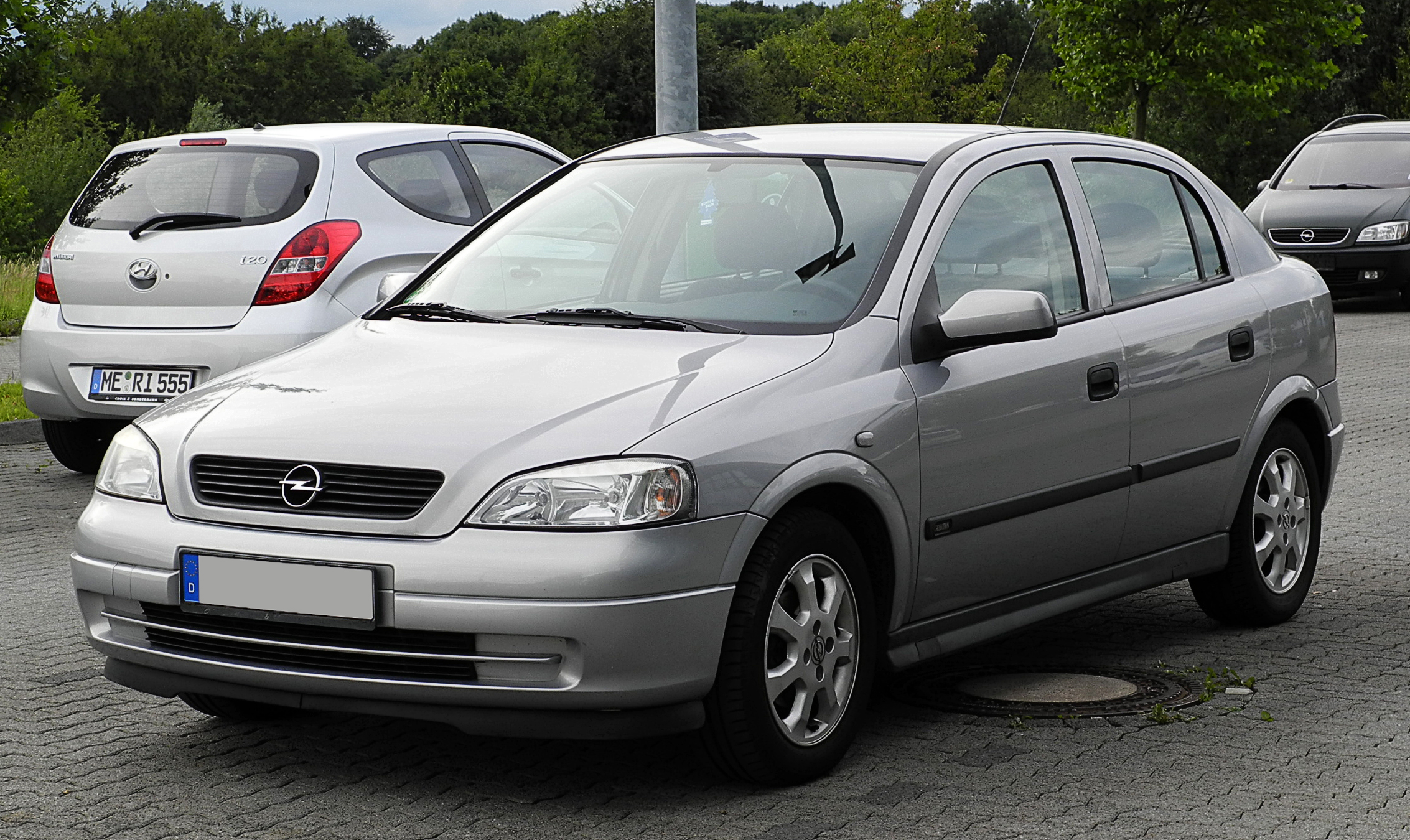
Opel Astra G

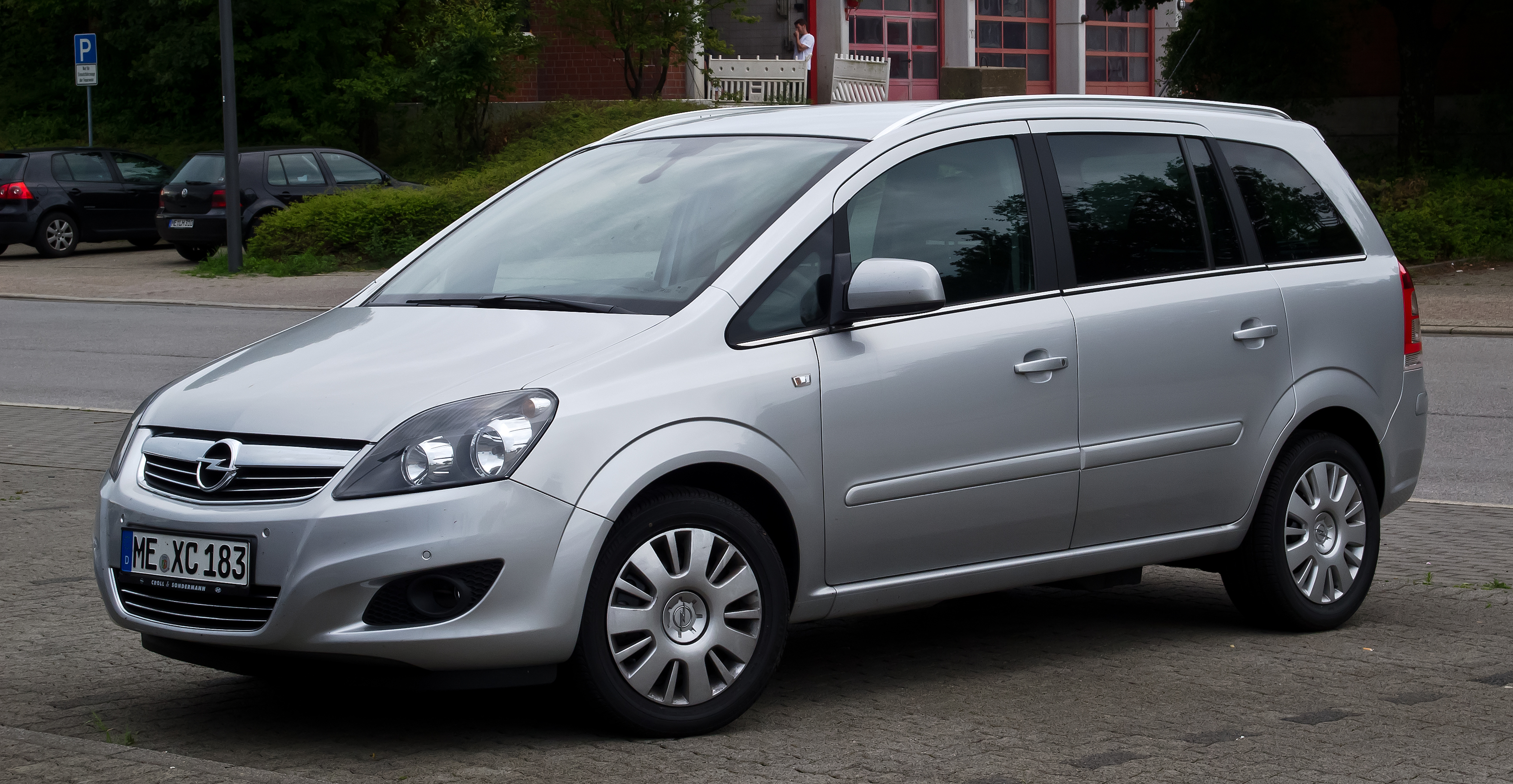
Opel Zafira B

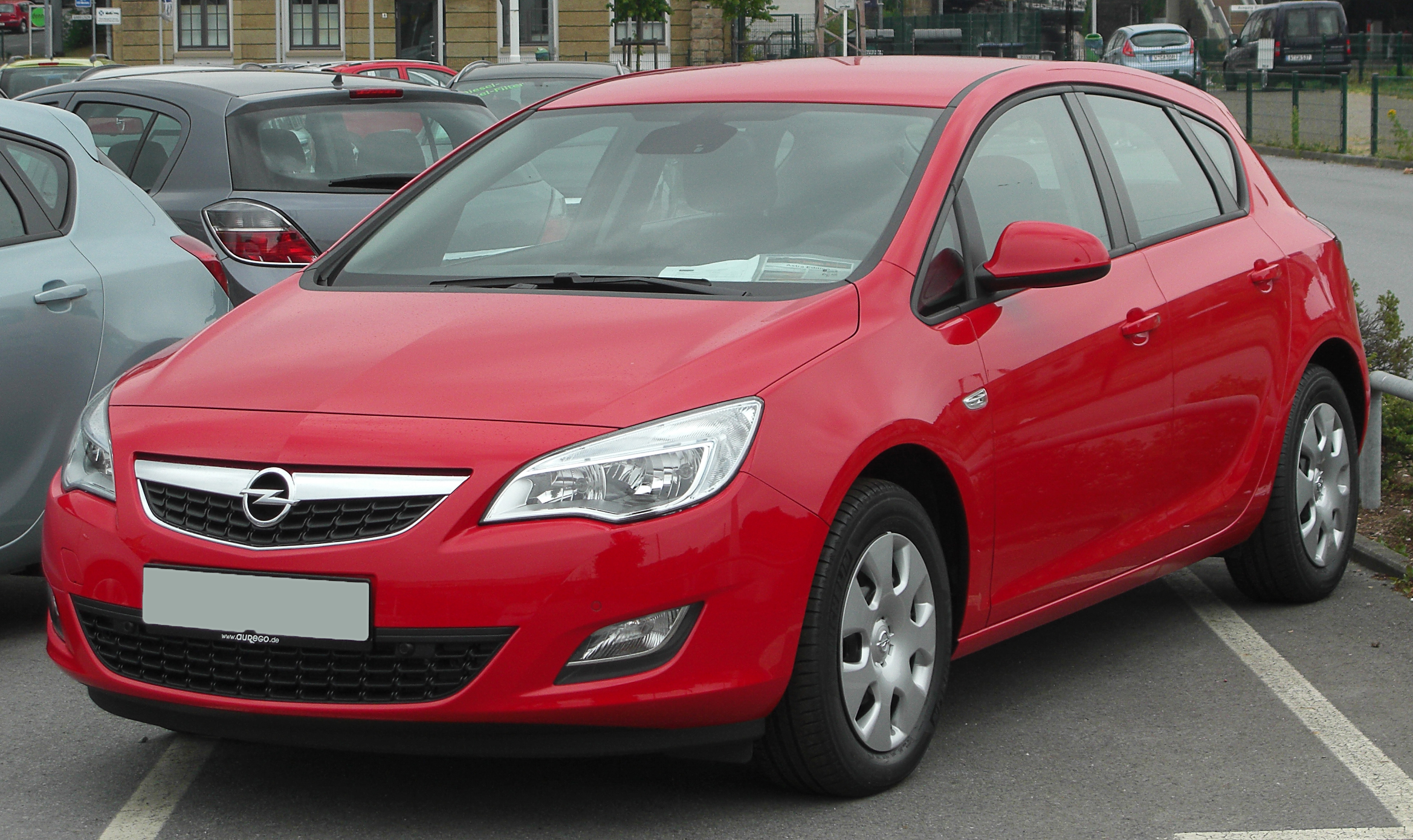
Opel Astra J

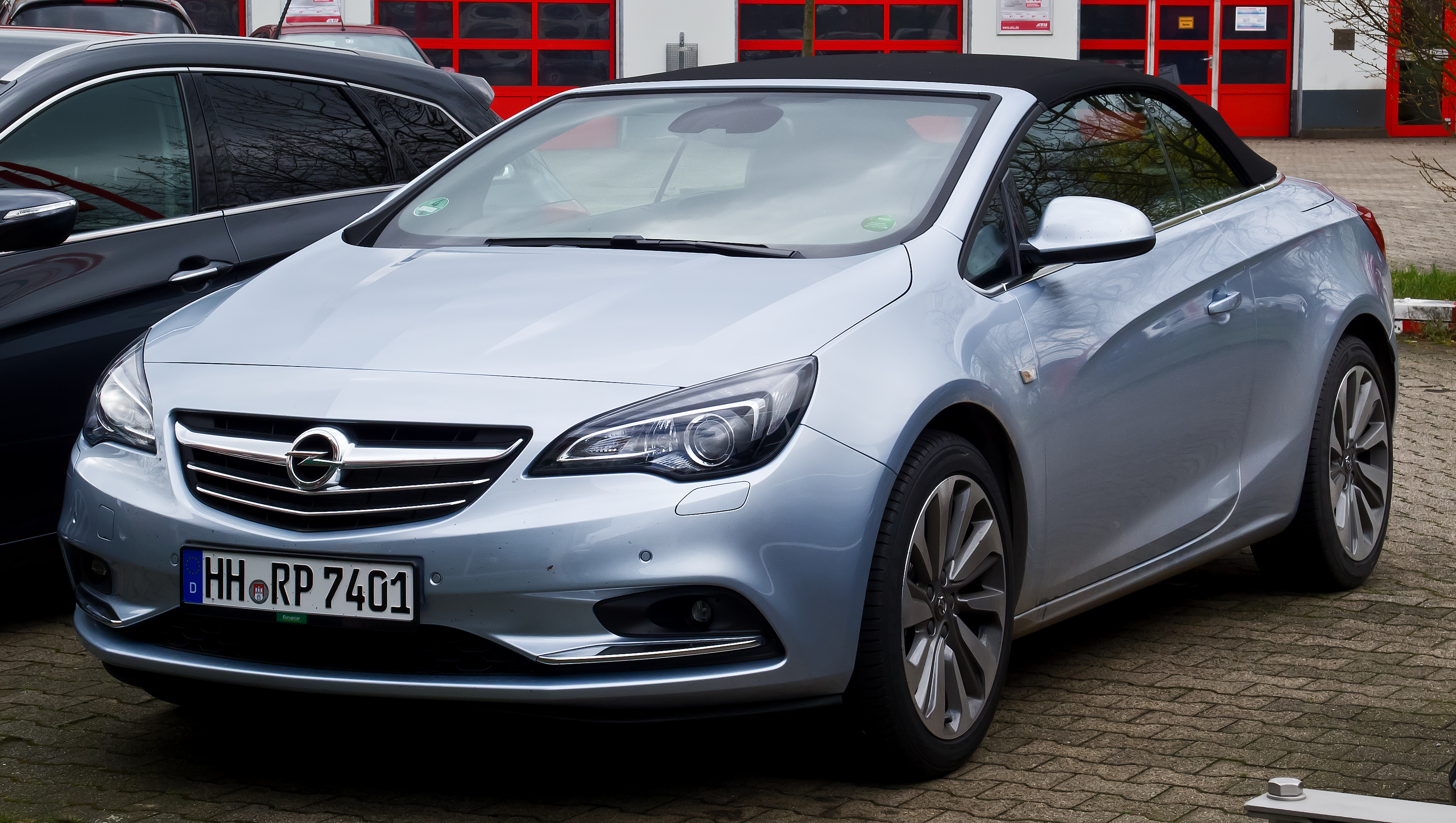
Opel Cascada

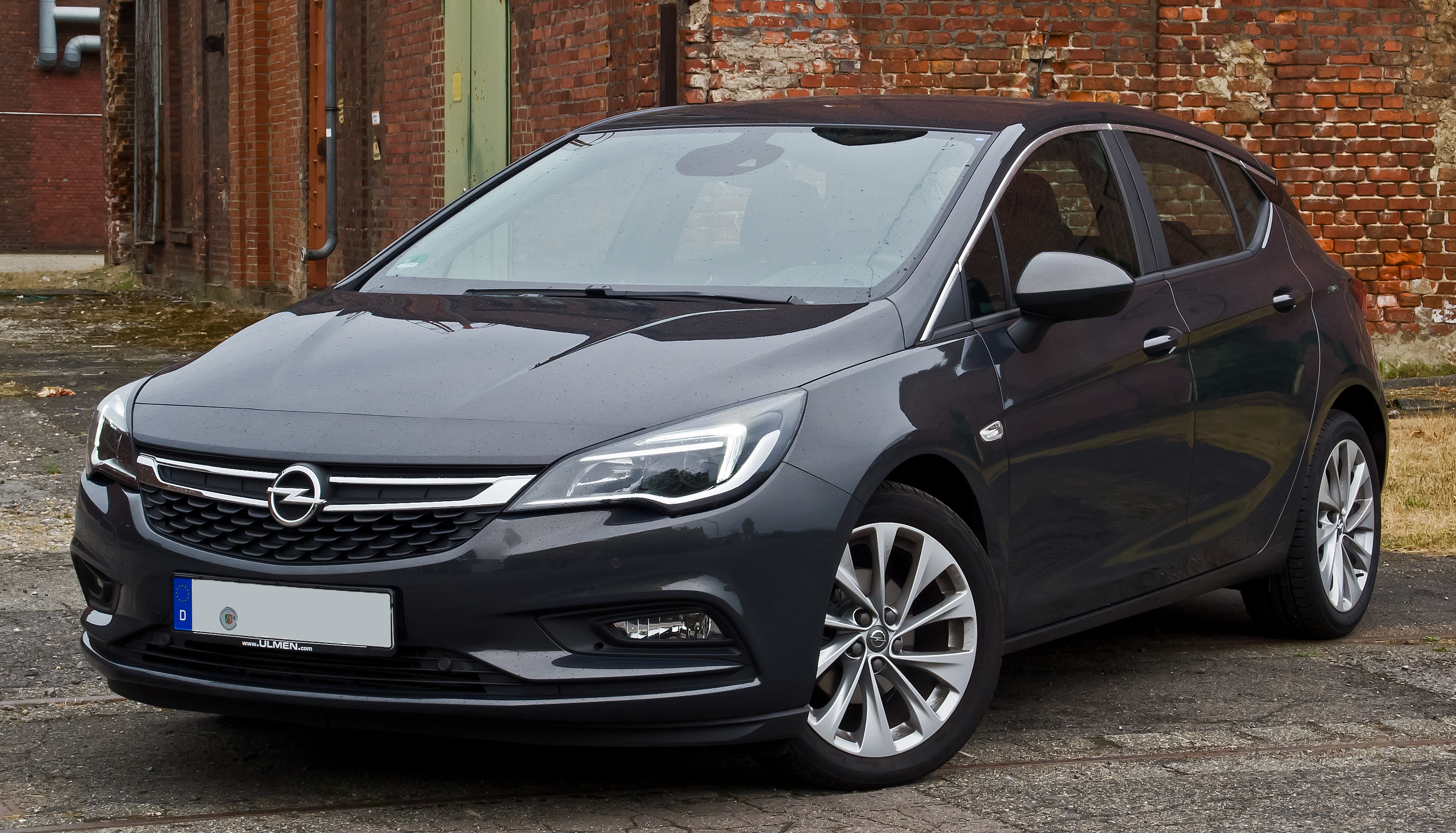
Opel Astra K

O budowę najnowocześniejszej na świecie fabryki amerykańskiego koncernu General Motors w latach 90. XX wieku ubiegało się blisko sto miast. W połowie lat 90. podjęto decyzję o budowie fabryki w Gliwicach, na obrzeżach Górnośląskiego Okręgu Przemysłowego w Katowickiej Specjalnej Strefie Ekonomicznej. Zakład został wybudowany bardzo szybko, ponieważ od chwili symbolicznego wbicia łopaty w październiku 1996 roku do uruchomienia produkcji w sierpniu 1998 roku minęły 22 miesiące. Pierwotne moce produkcyjne wynosiły 150 tys. sztuk rocznie. Pierwszym produkowanym modelem był Opel Astra Classic I, który powstawał od 31 sierpnia 1998 do 27 czerwca 2002 roku.
W 2000 roku Opel Polska, jako jedyny na świecie zakład General Motors, rozpoczął produkcję mikrovana Opla Agili. Ponad 95% produkcji Agili była eksportowana. W połowie 2007 roku zakończono produkcję tego modelu. Od marca 2005 do maja 2007 roku produkowano tu również niewielką liczbę modelu Suzuki Wagon R+.
W październiku 2003 roku uruchomiono produkcję Opla Astra Classic II. Od 12 września 2005 roku do 19 lipca 2010 roku w fabryce produkowano model Zafira II.
Wartość eksportu samochodów produkowanych w tej fabryce wynosiła w 2005 roku 1,37% całego eksportu Polski.
22 sierpnia 2007 roku z taśmy montażowej „GMMP” zjechał Opel Astra III sedan oznaczony numerem 1. Auto zostało wykonane na zamówienie dilera w Rosji. Auto to, podobnie jak kiedyś Agila, jest produkowane wyłącznie w GMMP.
14 listopada 2007 roku zakład wyprodukował 1 000 000. samochód. Jubileuszowym samochodem był Opel Astra III sedan przeznaczony na rynek rosyjski.
4 listopada 2009 roku rozpoczęto produkcję Opla Astry IV w wersji pięciodrzwiowej. Na koniec roku 2011 uruchomiono produkcję sportowej Astry GTC w wersji trzydrzwiowej oraz sedan. Od 28 lutego 2013 roku produkowany jest Opel Cascada.
9 kwietnia 2015 roku zjechał z taśmy 2 000 000. samochód. Był to Holden Cascada przeznaczony na rynek australijski.
29 września 2015 ruszyła produkcja Opla Astry K w wersji pięciodrzwiowej.
Rekordowym rokiem w historii fabryki był rok 2016, kiedy wyprodukowano łącznie ponad 201 tys. samochodów.
W roku 2017 maksymalna zdolność produkcyjna zakładu wynosiła ok. 207 tys. sztuk samochodów rocznie.
GM zainwestował do tej pory w Gliwicach około 700 mln EUR. Były to również inwestycje w ramach umowy offsetowej rządu polskiego z Lockheed Martin na zakup samolotów F-16. Gliwicki zakład stosuje najnowocześniejsze systemy produkcyjne, m.in.: Just-in-time, Just-in-sequence.
W ostatnich latach „GMMP” zdobywa nagrody w wewnętrznym konkursie GM na najlepszy pod względem jakości produkcji zakład koncernu w Europie.
Na początku 2018 roku wraz ze spadkiem produkcji rozpoczęła się redukcja zatrudnienia w polskim oddziale Opla.
17 marca 2020 roku z powodu pandemii COVID-19 wstrzymano produkcję samochodów. Produkcja została wznowiona 8 czerwca, początkowo jednak tylko na jedną zmianę, przy czym wdrożono do niej wiele rozwiązań, które mają chronić pracownika i wyeliminować ryzyko przeniesienia koronawirusa wewnątrz zakładu. 20 lipca 2020 roku, jak wyjaśnił dyrektor generalny fabryki Andrzej Korpak, wprawdzie fabryka ma o ok. 500 osób zbyt liczną załogę na bieżące potrzeby, które bardzo zmniejszyły się w ostatnim czasie, ale nie planuje nikogo zwalniać. Być może ok. stu osób skorzysta z planów dobrowolnych odejść, pozostali będą wykorzystani w tworzonej fabryce w Tychach.
30 listopada 2021 roku z fabryki wyjechał ostatni Opel Astra. W gliwickiej fabryce Opla produkowano astry przez ostatnie 23 lata. Nowy właściciel Opla (Stellantis) postanowił wycofać produkcję aut osobowych; w zamian będzie produkować samochody dostawcze grupy Stellantis.
W 2018 roku została powołana nowa spółka PSA Manufacturing Poland, której celem było przygotowanie zakładu dla potrzeb produkcji samochodów dostawczych. W ramach przekształcenia fabryki konieczne było wybudowanie całkiem nowej lakierni oraz nowych hal wydziałów karoserii i montażu głównego. 
3 stycznia 2022 przez połączenie spółek Opel Manufacturing Poland oraz PSA Manufacturing Poland powstała spółka Stellantis Gliwice. 
W kwietniu 2022 rozpoczęła się produkcja dużych samochodów dostawczych. Pierwszym modelem, który  zjeżdżał z linii produkcyjnej był Fiat Ducato. W późniejszych miesiącach rozpoczęła się także produkcja samochodów dostawczych pod innymi markami należącymi do Stellantis: Peugeot Boxer, Citroen Jumper, oraz Opel i Vauxhall Movano. 

## Modele wycofane z produkcji
- Opel Astra F Classic (1998–2002)
- Opel Agila A (2000 – 2007)
- Opel Astra G Classic (2003–2009)
- Opel Astra H (2007 – 2014)
- Suzuki Wagon R+ (2005 – 2007)
- Opel Zafira B (2005 – 2010)
- Opel Astra J hatchback 5 drzwi (2009 – sierpień 2015)
- Opel Astra J hatchback 3 drzwi (2011 – 2018)
- Opel Astra J sedan (2012 – 2020)
- Opel Cascada / Buick Cascada (2013 – 2019)
- Opel Astra K // Vauxhall Astra (2015 – 2021)